# Moline (Illinois)
Moline – miasto leżące w hrabstwie Rock Island w stanie Illinois w Stanach Zjednoczonych.

## Demografia
- Powierzchnia: 43,83 km²
- Ludność: 41 965 (2023)[1]

## Sport
Dwa kluby hokeja na lodzie:
- Quad City Flames
- Quad City Mallards